# Burwell Jones
Burwell Otis Jones (* 23. März 1933 in Detroit, Michigan; † 6. Februar 2021 in Sarasota, Florida) war ein US-amerikanischer Schwimmer.

## Biografie
Burwell Jones gewann bei den Panamerikanischen Spielen 1951 in Buenos Aires Bronze über 100 Rücken und Gold mit der 4 × 200-m-Freistilstaffel. Bei den Olympischen Sommerspielen 1952 in Helsinki holte die US-amerikanische Staffel im Wettkampf über 4 × 200 m Freistil die Goldmedaille. Jones schwamm dabei im Vorlauf.
Jones studierte an der University of Michigan und schwamm zwischen 1952 und 1954 bei Wettkämpfen der National Collegiate Athletic Association.